# Dylan Darmohoetomo
Dylan Darmohoetomo (Nieuw-Nickerie, 22 december 1992) is een Surinaams badmintonner en coach. Hij is lid van de Surinaamse badmintonclub Perfect Flying Feathers (PFF). Hij was de vaandeldrager voor Suriname op de Pan-Amerikaanse Spelen van 2019.

## Carrière
Darmohoetomo speelde vanaf jonge leeftijd wedstrijden. In 2001 won hij in het gemengd dubbel het nationale jeugdkampioenschap voor junioren. Een jaar later won hij het jongensdubbel voor zowel U-11 als U-13. In de jaren daarna volgden nog meer jeugdtitels, meestal met zijn toenmalige dubbelpartner Irfan Djabar.
In 2007 werd hij kampioen van Suriname op het enkelspel van U-19. Tijdens de Pan-Amerikaanse Spelen voor junioren van 2009 won hij brons bij het jongensdubbel U-19.
Op het Zuid-Amerikaanse kampioenschap voor junioren van 2010 in Teresina, Brazilië won hij in de categorie U-19 een zilveren en twee gouden medailles. Hij werd dat jaar uitgeroepen tot de Meest Belovende Badminton Junior Speler van Suriname.
Dylan won in 2010 zijn eerste nationale titel als volwassene, samen in een gemengd dubbel met Crystal Leefmans. Het duurde vijf jaar tot hij in 2015 hij weer een nationale titel behaalde, namelijk in drievoud door te winnen in het herenenkel, herendubbel en gemengd dubbel. In 2017 won hij opnieuw de nationale herendubbeltitel, samen met Gilmar Jones.
Dylan nam voor Suriname deel aan de CACSO-spelen van 2014 in Veracruz, Mexico, en ook aan drie opeenvolgende Pan-Amerikaanse Spelen: in 2011 in Guadalajara, Mexico, in 2015 in Toronto, Canada, en in 2019 in Lima, Peru. En verder aan de Zomer-Universiade In 2013 in Kazan, Rusland, en in 2017 in Taipei, Taiwan. Zijn grootste internationale prestaties tot nu toe zijn op de Carebaco in 2012 in de halve finale in Santo Domingo, zijn winst in 2016 in het herendubbel met Gilmar Jones in Aruba en in 2018 in het gemengd dubbel met Crystal Leefmans in Paramaribo. 
Dylan volgde in januari 2019 de leergang tot coach niveau 1 en 2 in Kingston, Jamaica, en slaagde later dat jaar voor niveau 3 in Lima, Peru.